# Apeadero de São Mamede do Tua
El Apeadero de São Mamede do Tua es una plataforma ferroviaria desactivada de la Línea del Duero, que servía a la localidad de São Mamede de Ribatua, en el ayuntamiento de Alijó, en Portugal.

## Historia
Este apeadero se encuentra en el tramo de la Línea del Duero entre las Estaciones de Pinhão y Túa, que abrió a la explotación el 1 de septiembre de 1883.